# 伊通比亚拉
伊通比亚拉 （葡萄牙语：Itumbiara) 是戈亚斯州南部一個城市.

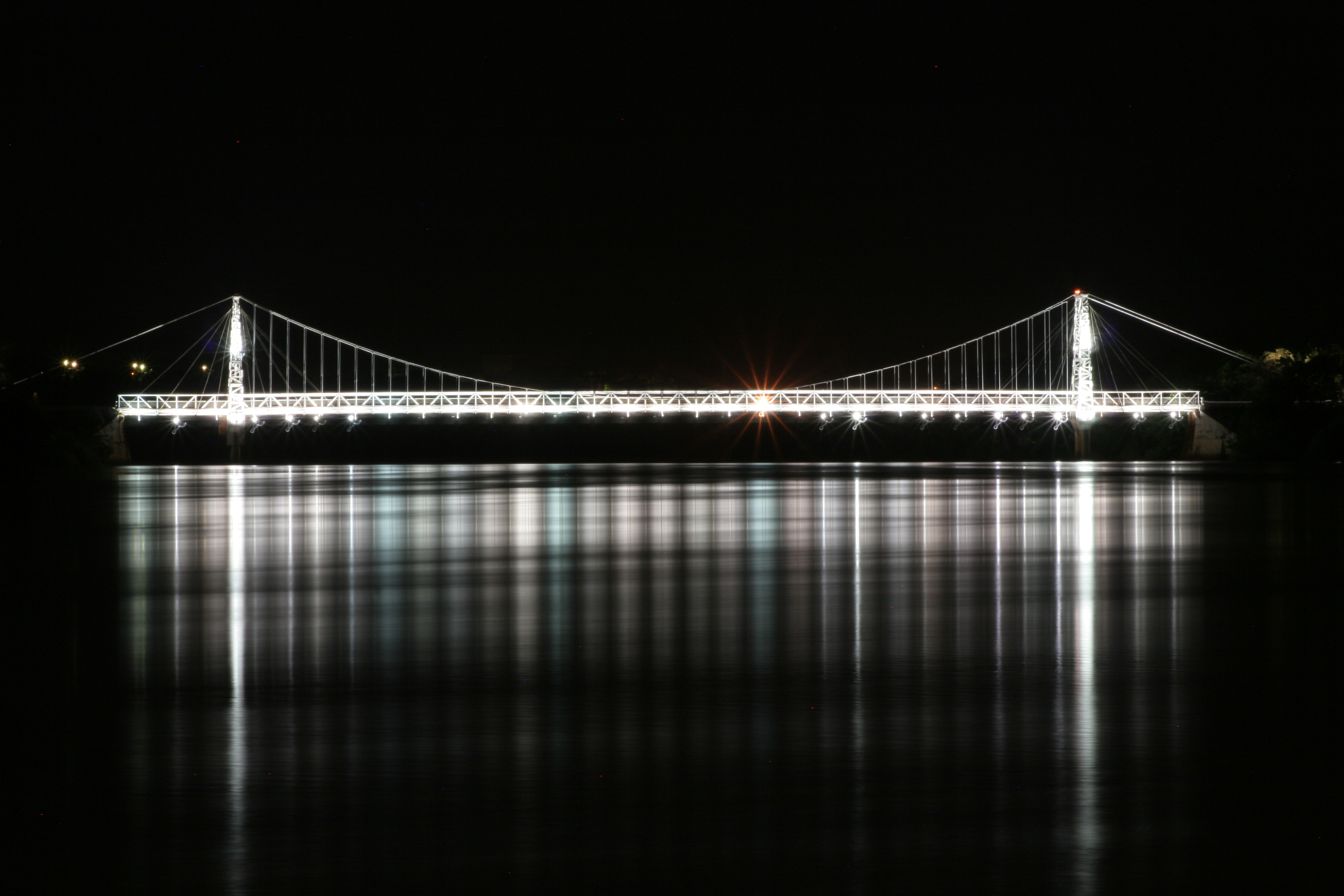
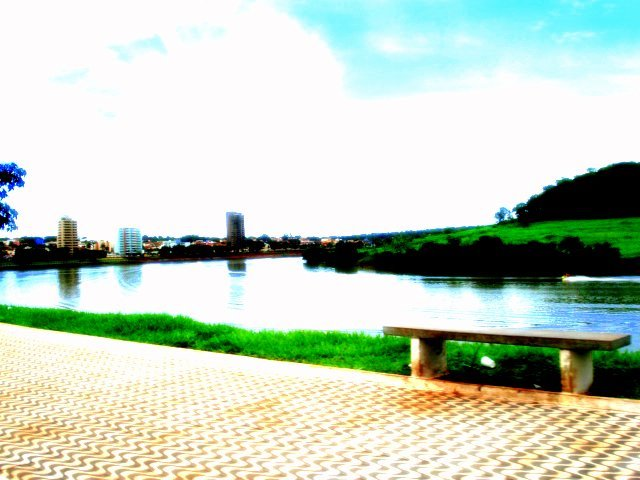
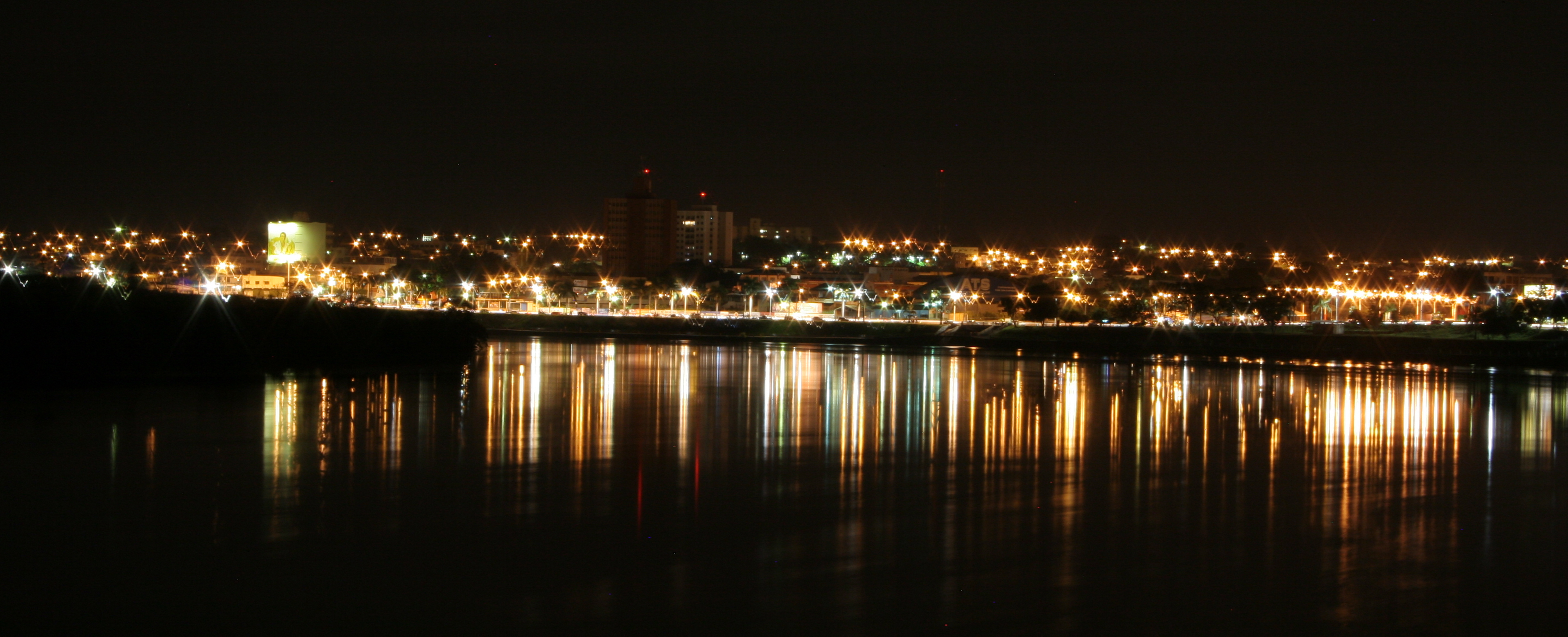
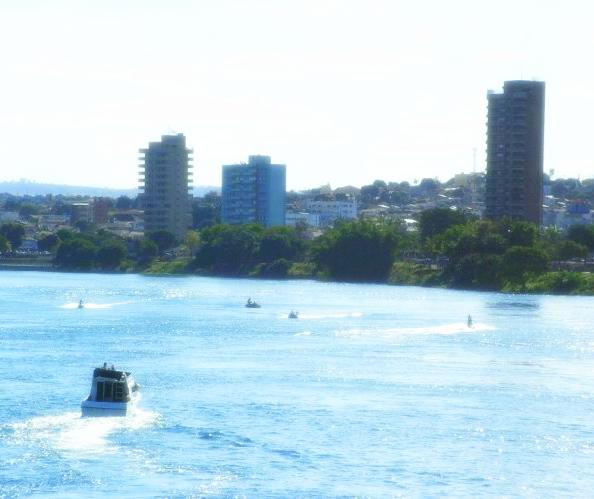
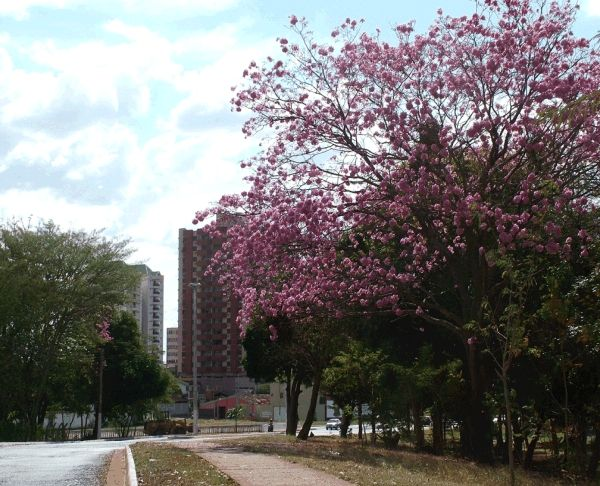
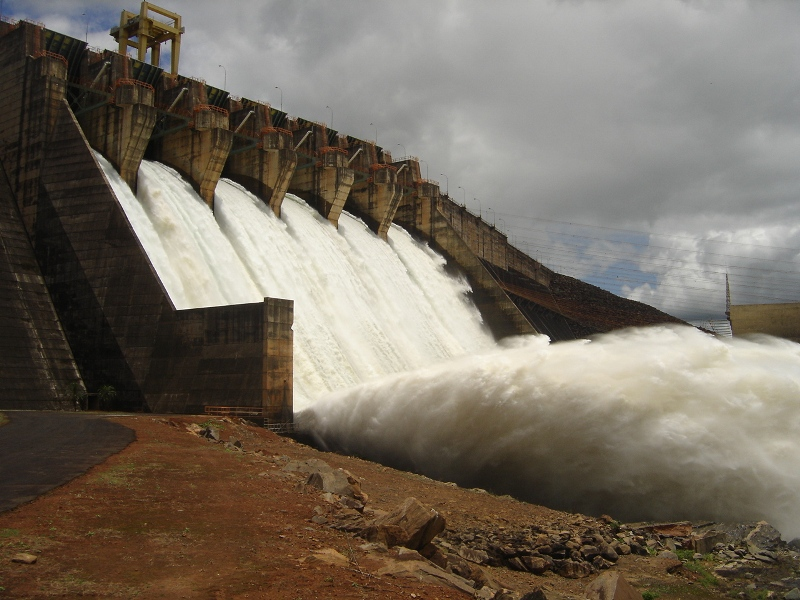